# Puerto de La Braguía
El puerto de La Braguía es un puerto de montaña ubicado en el sureste de Cantabria que comunica los municipios pasiegos de Selaya, al norte, y Vega de Pas, al sur. La carretera que discurre por este puerto es la CA-262 y alcanza una cota máxima de 720 m s. n. m.. El puerto de La Braguía pertenece a los Valles Pasiegos y se localiza en el sector oriental de la cordillera Cantábrica.

## Ciclismo
El puerto de La Braguía se incluyó por primera vez en la Vuelta a España en el año 2013, siendo el vizcaíno Amets Txurruka el primero en coronarlo.
| Año  | Etapa | Fecha            | Categoría del puerto | Salida | Meta         | Km  | Ganador de la etapa | Líder de la carrerea |
| ---- | ----- | ---------------- | -------------------- | ------ | ------------ | --- | ------------------- | -------------------- |
| 2013 | 18.ª  | 12 de septiembre | Tercera              | Burgos | Peña Cabarga | 186 | Vasil Kiryienka     | Vincenzo Nibali      |